# صموئيل بابتيست
صموئيل بابتيست (بالإنجليزية: Samuel Baptiste)‏ هو سياسي أمريكي، ولد في 19 ديسمبر 1963 في الولايات المتحدة. حزبياً، نشط في الحزب الديمقراطي.